# Titulární král
Titulární král resp. titulární královna, je označení nepanujícího monarchy konkrétního území. Taková situace vzniká, pokud choť panujícího krále (královna manželka) nebo panovníka království spravovaného regentem, či jen formálně ustaveného království. Analogickým titulem k titulárnímu královskému je titul Titulární vévoda resp. titulární lankrabě.
V některých evropských zemích byl udělován královský titul choti panovníka/panovnice při narození mužského potomka. Takovými příklady jsou Portugalsko (Ferdinand II. Portugalský) nebo Španělsko při svatbě Františka z Assisi Bourbonského.
Také královna Viktorie měla v úmyslu udělit svému milovanému choti Albertovi titul King Consort (král manžel), s čímž ovšem nesouhlasil parlament. V roce 1857 mu byl proto udělen titul Prince Consort.
Podobný historický vývoj vedl ke vzniku úřadu titulárních biskupů římskokatolické a pravoslavné církve, od kterých však bylo postupně upuštěno, aby se tak zabránilo drobení v rámci církevní hierarchie.
Titulární charakter existoval také u dalších vladařských hodností, jak tomu bylo například na Moravě ve 14. století, kde byla vedle faktického vládce i titulární markrabata Prokop Lucemburský a Jan Soběslav Lucemburský.